# Kanton Pont-du-Château
Pont-du-Château is een kanton van het Franse departement Puy-de-Dôme. Het kanton maakt deel uit van het arrondissement Clermont-Ferrand.

## Gemeenten
Het kanton Pont-du-Château omvatte tot 2014 de volgende gemeenten:
- Dallet
- Lempdes
- Lussat
- Les Martres-d'Artière
- Pont-du-Château (hoofdplaats)

Na :
- de herindeling van de kantons bij decreet van 21 februari 2014, met uitwerking op 22 maart 2015,
- de samenvoeging op 1 januari 2019 van de gemeente Dallet, met de gemeente Mezel tot de fusiegemeente (commune nouvelle) Mur-sur-Allier,

omvat het kanton sindsdien volgende 3 gemeenten:
- Lempdes
- Mur-sur-Allier
- Pont-du-Château (hoofdplaats)